# Helge Brendryen
Helge Brendryen, född 17 februari 1972 i Moelv i Ringsakers kommun, är en norsk tidigare backhoppare. Han representerade Moelven Idrettslag.

## Karriär
Helge Brendryen debuterade internationellt i världscuptävlingen i stora backen i Falun i Sverige 12 december 1992. Han blev nummer 23 i sin första världscuptävling. Han slutade bland de tio bästa första gången under deltävlingen i världscupen i skidflygningsbacken Kulm i Bad Mitterndorf i Österrike 30 januari 1993, där han blev nummer 10. Dagen efter blev han nummer 8 i samma backe. Båda tävlingarna vanns av Jaroslav Sakala från Tjeckien. Brendryen blev som bäst nummer 35 sammanlagt i världscupen, säsongen 1992/1993.
Brendryen startade i Skid-VM 1993 i Falun. Han tävlade i alla grenarna och blev nummer 30 i normalbacken (som vanns av Masahiko Harada från Japan), men placerade sig bättre i stora backen där han blev nummer fem, 15,7 poäng efter segrande landsmannen Espen Bredesen och 11,9 poäng från en bronsmedalj. Höjdpunkten i Brendryens backhoppningskarriär var lagtävlingen i Falun. Norska laget, Bjørn Myrbakken, Helge Brendryen, Øyvind Berg och Espen Bredesen vann VM-guldet 49,4 poäng före Tjeckien/Slovakien (som ställde upp med ett gemensamt lag) och 76,1 poäng före bronsvinnarna från Österrike.
Under Skid-VM 1995 i Thunder Bay i Kanada, tävlade Helge Brendryen endast i normalbacken. Han slutade som nummer 41 i tävlingen. Kort efter VM i Thunder Bay deltog han i norska mästerskapen och vann en silvermedalj i stora backen i Holmenkollen. Säsongen 1995/1996 tävlade Brendryen i kontinentalcupen. Han avslutade backhoppskarriären 1999.